# Eria crucigera
Eria crucigera är en orkidéart som beskrevs av Henry Nicholas Ridley. Eria crucigera ingår i släktet Eria och familjen orkidéer. Inga underarter finns listade i Catalogue of Life.